# 成海有紗
成海 有紗（なるみ ありさ、7月30日 - ）は、日本の競技麻雀のプロ雀士。大阪府東大阪市出身。
プロ雀士として2021年にプロテストに合格し、日本プロ麻雀協会関西支部に所属。第20期前期入会。

## 人物
看護師を目指して勉強していたが、自身が体調を崩すことが多く「看護するよりされる側の人間なのだ。」とその道を諦めた。
麻雀に興味を持ったきっかけは、アニメ「咲-Saki-」。
その後雀荘でアルバイトを始めた。バイト先にゲストで来ることが多かった角谷ヨウスケプロとの親交があったことから、日本プロ麻雀協会のプロテストを受け合格。
同団体関西本部に所属し、主に関西で活動を行っている。
好きな麻雀牌は一索（イーソウ）。
雀風は門前高打点型。
趣味は観劇、旅行、ゲーム、習い事。
習い事の内容は料理教室、パン教室、テーブルコーディネート、着付、華道、など多岐にわたる。
実家は運送業を営んでおり、以前は実家で事務の仕事をしていた。
スタイルの良さが話題となっており、胸のカップ数は本人曰く「もうすぐ三倍満」とのこと（麻雀では11翻で三倍満となることから、アルファベットの10番目であるJカップを指していると推定される）。
ハリネズミをペットとして飼っており、名前はちゃんた。